# مهدي محمد أبو عمر
مهدي محمد أبو عمر (ولد في 18 أكتوبر 1970 في القدس) هو كيميائي فلسطيني أمريكي، وهو حاليًا أستاذ دنكان وسوزان ميليشامب للكيمياء الخضراء في أقسام الكيمياء والكيمياء الحيوية والهندسة الكيميائية في جامعة كاليفورنيا، سانتا باربرا.

## السيرة الذاتية والمهنة
ولد مهدي في القدس وأكمل تعليمه الثانوي في مدرسة سانت جورج قبل أن يهاجر إلى الولايات المتحدة. حصل أبو عمر على درجة البكالوريوس في الكيمياء من كلية هامبدن سيدني بولاية فرجينيا في عام 1992. بدأ أبحاثه العلمية في الكيمياء غير العضوية والعضوية المعدنية في جامعة ولاية آيوا، حيث حصل على درجة الدكتوراه في عام 1996 تحت إشراف البروفيسور جيمس إتش إسبنسون. وصفت أطروحته للدكتوراه حركية وآليات تفاعلات نقل ذرة الأكسجين لميثيل تريوكسورينيوم (MTO). بعد ذلك، أمضى أبو عمر عامًا كباحث ما بعد الدكتوراه في المعاهد الوطنية للصحة في معهد كاليفورنيا للتكنولوجيا مع البروفيسور هاري ب. جراي، لدراسة نقل الإلكترونات على المدى الطويل في البروتينات المعدنية المعدلة بالرينيوم. بدأ مهدي مسيرته الأكاديمية المستقلة كأستاذ مساعد في جامعة كاليفورنيا، لوس أنجلوس، ثم انتقل إلى جامعة بيردو في عام 2004، وتم تعيينه أستاذًا في الكيمياء والهندسة الكيميائية في جامعة بيردو في عام 2013، ثم عاد إلى كاليفورنيا في عام 2016، حيث يشغل حاليًا كرسي ميليشامب في الكيمياء الخضراء في جامعة كاليفورنيا سانتا باربرا.

## بحث
يتناول بحث أبو عمر متعدد التخصصات المشاكل الأساسية في علم الطاقة والاستدامة والكيمياء الخضراء على واجهة الكيمياء غير العضوية والتحفيز. يعتمد الكثير من مواد الحياة الحديثة على البترول غير المتجدد. على مدى العقد الماضي، ساهمت مجموعة أبو عمر البحثية في تحويل الكتلة الحيوية والكيمياء المستوحاة من الأحياء من خلال اكتشاف وتطوير تحولات جديدة توفر الوصول إلى جزيئات جديدة تعد بمثابة مقدمة للمواد والوقود المتجددة. إن الموضوع الموحد لمعظم أبحاث أبو عمر هو الجمع بين الكيمياء التركيبية والتحقيقات الميكانيكية التفصيلية من خلال الحركية الكيميائية.
ألف أبو عمر أكثر من 150 مقالة بحثية أصلية في المجلات العلمية، وأشرف على 35 طالب دكتوراه بالإضافة إلى العديد من الباحثين في مرحلة ما بعد الدكتوراه. من بين مساهمات مهدي البحثية اكتشاف معالجة البيركلورات التحفيزية، وتحويل اللجنين من الكتلة الحيوية السليمة إلى مواد كيميائية عطرية وإدخال مفهوم جديد للتكرير الحيوي يُعرف باسم اللجنين أولاً، اكتشاف إزالة الأكسجين بواسطة الهيدروجين المحفز بالرينيوم (DODH) للبوليولات المشتقة من الكتلة الحيوية، وتطوير محفزات مستوحاة من المواد الحيوية لإنتاج ثاني أكسيد الكلور عند الطلب في الماء تحت درجة حرارة الغرفة والضغط ودرجة الحموضة المحايدة، وتطوير طرق حركية لدراسة محفزات بلمرة الأوليفين.

## الجوائز والأوسمة
- جائزة التطوير المهني المبكر لأعضاء هيئة التدريس (CAREER)، مؤسسة العلوم الوطنية، 1999.
- جائزة بيكمان للباحثين الشباب، مؤسسة بيكمان، 1999.[13]
- زميل فولبرايت، مؤسسة التعليم الأمريكية الإسرائيلية، 2008.
- جائزة JPP للباحثين الشباب، جمعية البورفيرينات والفثالوسيانين، 2010.[14]
- زميل الجمعية الأمريكية لتقدم العلوم، 2012.[15]
- محاضر كرانو التذكاري، قسم الجمعية الكيميائية الأمريكية في أكرون، أوهايو، 2013.[16]